# ملعب الاتحاد (حلب)
ملعب نادي الاتحاد هو ملعب كرة قدم يقع في مدينة حلب بسوريا وهو إحدى ملاعب نادي اتحاد حلب، افتتح عام 1985 ويتسع لـ10 آلاف حلب.